# Barkhauseneffect

Het Barkhauseneffect

Onder het Barkhauseneffect, genoemd naar zijn ontdekker Heinrich Barkhausen, wordt het verschijnsel verstaan dat bij het aanleggen van een extern magneetveld bij ferromagnetische materialen de magnetische fluxdichtheid met kleine sprongetjes toeneemt. Het effect is te demonstreren door een spoel te wikkelen om een ferromagnetisch materiaal en die via een versterker aan te sluiten op een luidspreker. Als er nu een permanente magneet naar het ferromagnetische materiaal toe gebracht wordt, waardoor de magnetische veldsterkte toeneemt, is in de luidspreker een geknetter hoorbaar.
De verklaring voor dit effect is dat de verschuiving van wanden tussen gebieden van gelijke magnetiseringsrichting, de zogenaamde gebieden van Weiss, met sprongen geschiedt.